# Dejan Meleg
Dejan Meleg (Servisch: Дејан Мелег) (Bački Jarak (Zuid-Bačka), 1 oktober 1994) is een Servisch voetballer. Hij speelt anno 2021 bij FK Borac Banja Luka.

## Clubcarrière

### FK Vojvodina
Meleg maakte zijn debuut voor FK Vojvodina in een wedstrijd die met 0–3 verloren ging tegen FK Partizan op 29 september 2012; hij was toen 17 jaar. Hij werd vervolgens uitgenodigd door Ajax voor een paar medische keuringen met als voorwaarde dat hij bij Ajax zou tekenen. De transfer hing al sinds 19 december 2012 in de lucht, maar de president van FK Vojvodina, Ratko Butorović, had een conflict met een Zwitsers bureau dat een bepaald aandeel had in Melegs contract.

### AFC Ajax
Op 16 januari 2013 gingen de speculaties rond dat er een akkoord zou zijn tussen Ajax en FK Vojvodina. Een week later op 23 januari 2013 was de transfer rond en tekende Meleg een contract voor drieënhalf jaar bij Ajax. Hij zou aansluiten bij Jong Ajax. Op 18 maart 2013 maakte hij zijn debuut bij die selectie. Hij maakte zijn officieuze debuut in het eerste van Ajax op 29 juni 2013, tijdens een oefenwedstrijd tegen SDC Putten. Hij maakte in die wedstrijd het openingsdoelpunt met een hoekschop, die in één keer in de verre hoek belandde.
Gedurende het seizoen 2013/14 behoorde Meleg, die linksbenig is, tot de selectie van Jong Ajax, voor het eerst uitkomend in de Eerste divisie. Op 16 augustus 2013 speelde Meleg zijn eerste wedstrijd voor het tweede elftal van de Amsterdamse club in de Eerste divisie uit bij MVV Maastricht (1–0 verlies). Op 3 september 2013 maakte Meleg in de zesde speelronde zijn eerste en tweede doelpunt voor Jong Ajax in de uitwedstrijd tegen Jong PSV (4–2 winst). Meleg maakte op 21 april 2014 zijn eerste hattrick in het betaald voetbal. Dit deed Meleg in de thuiswedstrijd tegen Helmond Sport, die uiteindelijk met 4–0 werd gewonnen. Meleg werd uiteindelijk de eerste clubtopscorer van Jong Ajax in de Eerste Divisie, met twaalf doelpunten, gevolgd door Lesly de Sa (zeven doelpunten) en Lucas Andersen (zes doelpunten).

### Verhuur aan SC Cambuur
Op 11 juli 2014 werd bekendgemaakt dat SC Cambuur Dejan Meleg voor één seizoen zou huren van Ajax. Meleg maakte op 9 augustus 2014 zijn officiële debuut voor Cambuur in de Eredivisie-thuiswedstrijd tegen FC Twente, die in 1–1 eindigde. Meleg begon in de basis en werd in de 61ste minuut vervangen door Bob Schepers. Meleg keerde uiteindelijk vroeger dan gepland terug naar Ajax, officieel omdat hij door de hevige concurrentie bijna niet meer aan spelen toekwam bij SC Cambuur.

### Terugkeer bij Ajax
Na de ontbinding van zijn huurcontract aan Cambuur begin maart 2015 sloot hij weer aan bij Jong Ajax. Doordat zijn contract buiten de transferperiode werd ontbonden mocht hij geen officiële wedstrijden spelen voor Ajax in het restant van dat seizoen. Ook in het nieuwe seizoen sloot hij weer aan bij Jong Ajax, maar werd er weinig tot geen beroep op hem gedaan. In de eerste seizoenshelft kwam hij tot drie invalbeurten. Op 21 december 2015 bereikten Ajax en Meleg een overeenstemming over een directe ontbinding van zijn contract.

### Terugkeer bij FK Vojvodina
Na de ontbinding van zijn contract bij Ajax koos Meleg ervoor terug te keren naar zijn oude club FK Vojvodina. Hier tekende hij begin januari een contract voor 2,5 jaar. Op 20 februari 2016 maakte hij zijn rentree bij Vojvodina in een uitwedstrijd tegen FK Spartak Zlatibor Voda (1-1). Hij scoorde na een uur spelen de 1-1 uit een penalty. Dit was zijn aller eerste officiële doelpunt voor Vojvodina.

## Carrièrestatistieken

### Beloften
| Seizoen | Club      |                    | Competitie     | Competitie | Competitie |
| Seizoen | Club      | Wed.               | Competitie     | Dlp.       |            |
| ------- | --------- | ------------------ | -------------- | ---------- | ---------- |
| 2013/14 | Jong Ajax | Vlag van Nederland | Eerste divisie | 27         | 12         |
| 2015/16 | Jong Ajax | Vlag van Nederland | Eerste divisie | 3          | 0          |
| Totaal  | Totaal    | Totaal             | Totaal         | 30         | 12         |

### MetServië onder 19
| Europa                 |    |      |
| Europees Kampioenschap | 1x | 2013 |

### Persoonlijk
| Nederland           |    |         |
| Jong Ajax topscorer | 1x | 2013/14 |